# Prowincja Południowa (Nowa Kaledonia)

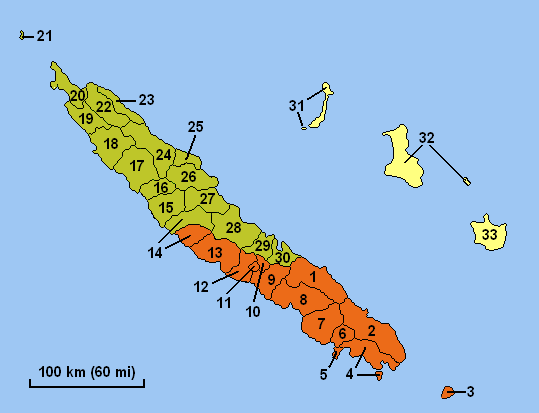
Mapa podziału administracyjnego Nowej Kaledonii
Prowincja Południowa
1. Thio
2. Yaté
3. Île des Pins
4. Le Mont-Dore
5. Nouméa
6. Dumbéa
7. Païta
8. Boulouparis
9. La Foa
10. Sarraméa
11. Farino
12. Moindou
13. Bourail
14. Poya (część południowa)

Prowincja Południowa (fr. Province Sud) – jedna z trzech prowincji Nowej Kaledonii. Obejmuje obszar południowej części wyspy Nowa Kaledonia oraz wyspy Île des Pins.

## Demografia
Prowincję zamieszkują następujące grupy etniczne (2009):
- Europejczycy – 35,86%,
- Kanakowie – 26,73%,
- Wallisyjczycy – 11,42%,
- Tahitańczycy – 2,58%,
- Indonezyjczycy – 1,93%,
- Wietnamczycy – 1,26%,
- Ni-Vanuatu – 1,19%,
- Azjaci – 0,98%,
- inni – 7,06%,
- pochodzenie mieszane – 9,66%.